# Reichertsheim
Reichertsheim – miejscowość i gmina w Niemczech, w kraju związkowym Bawaria, w rejencji Górna Bawaria, w regionie Südostoberbayern, w powiecie Mühldorf am Inn, siedziba wspólnoty administracyjnej Reichertsheim. Leży około 18 km na południowy zachód od Mühldorf am Inn, przy drodze B12.

## Demografia
| Rok  | Liczba mieszk. |
| ---- | -------------- |
| 1970 | 1 576          |
| 1987 | 1 455          |
| 2000 | 1 604          |
| 2005 | 1 651          |

### Struktura wiekowa
Dane o ludności z 31 grudnia 2008:
| Opis                                | Ogółem | Ogółem | Kobiety | Kobiety | Mężczyźni | Mężczyźni |
| ----------------------------------- | ------ | ------ | ------- | ------- | --------- | --------- |
| Jednostka                           | osób   | %      | osób    | %       | osób      | %         |
| Populacja                           | 1681   | 100    | 858     | 51,04   | 823       | 48,96     |
| Wiek przedprodukcyjny (0–17 lat)    | 388    | 23,08  | 189     | 11,24   | 199       | 11,84     |
| Wiek produkcyjny (18–65 lat)        | 1006   | 59,85  | 508     | 30,22   | 498       | 29,63     |
| Wiek poprodukcyjny (powyżej 65 lat) | 287    | 17,07  | 161     | 9,58    | 126       | 7,5       |

## Polityka
Wójtem gminy jest Annemarie Haslberger, wcześniej funkcję tę pełnił Matthäus Huber Senior, rada gminy składa się z 12 osób.
|      | IG | ER | Razem |
| 2008 | 6  | 6  | 12    |
| 2002 | 7  | 5  | 12    |

## Oświata
W gminie znajduje się przedszkole (25 miejsc i 48 dzieci) oraz szkoła (10 nauczycieli, 177 uczniów).